# Vayu (élément)
Pour l’article homonyme, voir Vayu.
Vāyu (devanāgarī : वायु) est un terme sanskrit qui signifie « air », l'un des cinq grands éléments (mahābhūta) dans la philosophie du Sāṃkhya.

## Sāṃkhya

### Table de correspondance
Cette table met en correspondance quinze principes (tattva) qui participent de la cosmologie et de la constitution de l'homme selon la philosophie du Sāṃkhya. Les jñānendriya sont en correspondance avec les tanmātra, mais non directement avec les mahābhūta. Ces derniers sont produits par les tanmātra.
| Organe de connaissance (jñānendriya) | Objet de perception (tanmātra) | Élément grossier (mahābhūta) |
| ------------------------------------ | ------------------------------ | ---------------------------- |
| śrotra (oreille)                     | śabda (son)                    | ākāśa (espace ou éther)      |
| tvak (peau)                          | sparśa (toucher ou contact)    | vāyu (air)                   |
| cakṣus (œil)                         | rūpa (forme)                   | tejas (feu)                  |
| jihvā (langue)                       | rasa (goût ou saveur)          | ap (eau)                     |
| ghrāṇa (nez)                         | gandha (odeur)                 | pṛthivī (terre)              |

## Vāyu dans le Vaiśeṣika
Dans le Vaiśeṣika, Vāyu et l'une des neuf substances élémentaires. Les huit autres sont: la Terre (pṛthivī), les Eaux (āpas), le Feu (tejas), l'Éther (ākāśa), le Temps (kāla), l'Espace (diś), l'Âme (ātman) et l'Esprit (manas).